# Indigofera lydenburgensis
Indigofera lydenburgensis là một loài thực vật có hoa trong họ Đậu. Loài này được N.E.Br. miêu tả khoa học đầu tiên.